# 외관주의
외관주의(外觀主義)란 고의·과실로 인하여 사실에 반하는 외관을 제3자에게 표시한 자는 그 외관을 믿고 행위를 한 선의의 제3자에 대하여 외관이 사실에 반한다는 것을 주장할 수 없다는 법리를 말한다.

## 독일
외관법리(Rechtsscheintheorie)가 발전되었다.

## 영미법
영미에서는 표시에 의한 금반언의 원리(estoppel by representation)가 있다.

## 적용 법률
- 상법의 사실상의 회사제도(상190)